# Agonale ademhaling
Agonale ademhaling oftewel gasping is een abnormaal patroon van ademhalen dat gekenmerkt wordt door een snurkende, onregelmatige, zware en op gapen lijkende manier van ademhalen. Een agonale ademhaling doet denken aan die van een vis op het droge. De meest voorkomende oorzaken zijn een herseninfarct (ischemie), hartstilstand, cardiogene shock en hypoxie. Een agonale ademhaling gaat meestal gepaard met een bleke, grauwe of blauwe verkleuring (cyanose) van de huid in het gezicht.
Bij een agonale ademhaling is er geen luchtverplaatsing van en naar de longen. Een agonale ademhaling is dan ook niet effectief en leidt zonder (medisch) ingrijpen tot een totale ademstilstand (apneu).
Ongeveer 40% van de mensen die een circulatiestilstand krijgen vertonen een agonale ademhaling, die kort nadat de bloedsomloop is gestopt begint. Een agonale ademhaling houdt gemiddeld 30 seconden tot 1 minuut aan. Iemand met een agonale ademhaling moet onmiddellijk gereanimeerd worden, bij voorkeur ondersteund door een AED.
Agonale ademhaling is niet hetzelfde als, en niet gerelateerd, aan doodsgereutel.